# 神奈川県立ひばりが丘高等学校
神奈川県立ひばりが丘高等学校（かながわけんりつ ひばりがおかこうとうがっこう）は、かつて神奈川県座間市ひばりが丘三丁目にあった全日制普通科の県立高等学校。2009年度、神奈川県立栗原高等学校と統合されて神奈川県立座間総合高等学校に改編され、国際教養・情報科学・環境科学・生活福祉・表現文化分野の系列が設置された。

## 沿革
- 1987年 - 開校
- 1995年 - 国際教養コースを設置
- 2003年 - 学力向上フロンティアハイスクール
- 2009年 - 閉校

なお、跡地には2010年に定時制高等学校である神奈川県立相模向陽館高等学校が開校した。施設はひばりが丘高等学校のものがそのまま使用されている。

## 設置学科
- 普通科

一般コース
国際教養コース

## 学園祭
- 「飛翔祭」と呼ばれ、毎年9月に行われていた。

## 出身者
- 林慧（サッカー選手）
- 大塚晴弘（サッカー審判員）